# Kyōhei Yumisaki
Kyōhei Yumisaki (japanisch 弓崎 恭平 Yumisaki Kyōhei; * 30. Oktober 1992 in der Präfektur Fukuoka) ist ein ehemaliger japanischer Fußballspieler.

## Karriere
Yumisaki erlernte das Fußballspielen in der Schulmannschaft der Tokai University Daigo High School und der Universitätsmannschaft der Fukuoka-Universität. Seinen ersten Vertrag unterschrieb er 2015 bei Giravanz Kitakyushu. Der Verein spielte in der zweithöchsten Liga des Landes, der J2 League. Am Ende der Saison 2016 stieg der Verein in die J3 League ab. Für den Verein absolvierte er 16 Ligaspiele. 2018 wechselte er zum Ligakonkurrenten Kataller Toyama. Für den Verein absolvierte er neun Ligaspiele. Ende 2018 beendete er seine Karriere als Fußballspieler.